# Димо Соколов
Димо Соколов–Брадата е български революционер, деец на Вътрешната македонска революционна организация, войвода на Кичевската контрачета в годините на Втората световна война.

## Биография
Димо Соколов е роден в долнокопачкото село Белица, тогава в Османската империя, днес в Северна Македония. Присъединява се към ВМРО и подкрепя крилото на Иван Михайлов. След освобождението на Вардарска Македония, създава Кичевската контрачета, която контролира района на Копачка и Дебърца и успява да убие няколко комунистически партизани. След войната е осъден като враг на народа.